# Prendere e lasciare
Prendere e lasciare è un album del 1996 di Francesco De Gregori.

## Descrizione
Arrangiato e prodotto da Corrado Rustici, l'album è stato registrato negli Studi Fantasy di Berkeley dal 2 giugno al 24 luglio 1996; i tecnici del suono sono Matt Rohr e Frank Rinella.
Tra i musicisti è da ricordare la presenza dell'organettista Ambrogio Sparagna, unico italiano di tutto il cast, in Fine di un killer. Sparagna parteciperà alla successiva tournée di De Gregori, il quale a sua volta interverrà come cantante in diversi suoi progetti.
L'album ha segnato una decisiva svolta nella musica di De Gregori che si è diretto definitivamente verso una direzione più rock.
La copertina, opera dello studio Achilli-Ghizzardi Associati, trae spunto dalla canzone Rosa rosae, che in origine doveva dare il titolo al disco, e raffigura appunto due rose; le foto dell'interno sono state scattate da Francesca Gobbi e da Jack McDonald.
Nei crediti viene ringraziato l'artista Max Klinger, poiché, come spiega De Gregori stesso, "La canzone Un guanto mi è stata ispirata da una serie di incisioni del pittore tedesco Max Klinger. Un guanto perduto su una pista di pattinaggio si trasforma in un simbolo della femminilità e si moltiplica all'infinito finché finisce su un tavolo accanto a una statuetta di Cupido". Riguardo a questa canzone De Gregori stesso ha ammesso la somiglianza dell'arpeggio dell'introduzione inserito da Rustici a quello di With every wish di Bruce Springsteen, scoperta però dal cantante solo al primo ascolto dell'album ultimato.

Francesco De Gregori, zio del cantautore, ricordato con Stelutis alpinis

Una delle canzoni del disco, Stelutis alpinis, è la traduzione in italiano, dall'originale friulano, del celebre canto alpino friulano scritto da Arturo Zardini: nel racconto di un soldato che muore in montagna e lì viene seppellito si ritrovano evidenti rimandi alla storia di Bolla, nome di battaglia di Francesco De Gregori "senior", omonimo zio del cantautore, ucciso nell'eccidio di Porzûs, anche se l'originale canzone di Zardini è precedente all'eccidio.
In Baci da Pompei, invece, De Gregori si ispira, per il testo, ai ricordi di una sua gita scolastica. L'agnello di Dio è stata invece la canzone scelta.
Una particolarità del disco è che inizia la ghost track "Jazz" dopo 2-3 secondi dalla fine dell'ultimo brano del disco ("Battere e levare") e che troviamo alcune minime variazioni di testo (es. "prendere o lasciare" anziché "prendere e lasciare").
Il video della canzone L'agnello di Dio è stato girato sul set del film Nirvana di Gabriele Salvatores ed evoca efficacemente un'atmosfera di inquietudine e desolazione creata dal testo. Al riguardo, lo stesso De Gregori afferma:
(Francesco De Gregori)

## Il caso "Zingara"
Il brano Prendi questa mano, zingara è stato al centro di una lunga battaglia legale tra Enrico Riccardi, Luigi Albertelli e la BMG Ricordi da un lato, e De Gregori e la Sony dall'altro. I primi in quanto autori della nota Zingara interpretata da Iva Zanicchi e Bobby Solo e vincitrice del Festival di Sanremo 1969, contestavano limitatamente l'incipit del testo degregoriano «Prendi questa mano zingara/dimmi pure che futuro avrò», simile al vecchio «Prendi questa mano zingara/dimmi che destino avrò».
Il 7 gennaio 1997, a circa quattro mesi dall'uscita del disco, il giudice Mario Rosario Ciancio della 1ª Sezione Civile del Tribunale di Roma emise cautelativamente un'ordinanza con la quale si inibiva al cantautore romano di eseguire il brano in pubblico e si imponeva alla Sony Music editrice dell'opera di ritirare dal commercio i dischi e i nastri contenenti il brano incriminato. Fu pertanto messa in commercio una nuova versione di Prendere e lasciare senza il brano condannato e con una copertina che in evidenza avvertiva che il disco «non contiene Prendi questa mano, zingara per ordinanza del Tribunale di Roma RG AC 38472/96».
De Gregori reagì con stupore facendo notare che «la musica, al pari di altre forme d'arte, è un continuo gioco di citazioni e recuperi. Mi sembra che l'ordinanza contraddica una linea di tendenza culturale significativa di questi ultimi decenni. Sarebbe come se Naomi Campbell avesse impedito ad Andy Warhol di riprodurre la famosa lattina della minestra nelle sue celebri e straordinarie opere». Per la stessa Iva Zanicchi l'operazione degregoriana era da ritenersi «una cosa carina: De Gregori, prendendo spunto da una canzone degli anni sessanta di grande successo, l'aveva volutamente citata; ogni volta che sentivo la sua canzone, onestamente, mi faceva piacere, mi ricordava la mia 'Zingara'. Dal mio punto di vista, ero contenta di sapere che il poeta De Gregori avesse preso spunto da una canzone popolare come 'Zingara'. Insomma, per me sotto sotto poteva essere un omaggio ad una grande canzone italiana».
A sostegno di De Gregori si mossero Beniamino Placido, Maurizio Costanzo e il docente di filologia Gianni Spallone, i quali redassero tre memorie comprovanti l'assoluta legittimità dell'operato del cantautore. Analoga memoria fu presentata nel marzo 1997 da Fabrizio De André. Il 21 febbraio il tribunale assolse De Gregori sostenendo che «la utilizzazione dei due versi non costituisce un plagio, ma rappresenta semplicemente la citazione di una parte di una famosa opera dell'ingegno che deve essere valutata come manifestazione della notorietà raggiunta dall'opera dalla quale è tratta. Conseguentemente è da escludere qualsiasi confondibilità tra il testo scritto da Luigi Albertelli e quello scritto da Francesco De Gregori».
Il 31 maggio 2002 una nuova sentenza ingiunse a Francesco De Gregori il pagamento dei danni morali agli autori di Zingara. Venne nuovamente immessa sul mercato una ristampa dell'album "purgata" della traccia del brano contestata con un'apposita nota in evidenza sulla copertina avvisante l'acquirente che «Non contiene Prendi questa mano, zingara per sentenza del Tribunale di Roma n. 22118/2002, pubblicata il 31/5/2002».
Il 27 luglio 2007, però la Corte d'appello assolse De Gregori da ogni accusa e, infine, il 19 febbraio 2015 la Corte di cassazione ha assolto definitivamente De Gregori da ogni accusa di plagio.

## Controversie suL'agnello di Dio
Una polemica investì il brano L'agnello di Dio che suscitò critiche dal mondo cattolico.
Alla sua pubblicazione, infatti, un articolo dell'Osservatore Romano accusò De Gregori e altri cantautori come Lucio Dalla, Antonello Venditti, Fabrizio De André, Franco Battiato e Luciano Ligabue di assecondare solamente strategie di mercato (“nuova moda religiosa pilotata dai padroni del disco”) citando Dio nei loro testi nonostante gli autori fossero dichiaratamente atei.
De Gregori ribatté alle critiche affermando che «Gesù patì non in compagnia di sant'uomini, ma di due ladroni che portò con sé in Paradiso. Al posto dei ladroni in questa canzone ci sono puttane, spacciatori, il soldato che decapita il nemico… Non è certamente una canzone pacificatoria. Ma dov'è lo scandalo?».
Le critiche del Vaticano furono risolte in un duro ma sincero faccia a faccia tra De Gregori e il cardinale Ersilio Tonini, annunciato dai giornali come una sorta di resa dei conti tra la musica dei giovani e la Chiesa, avvenuto il 21 ottobre 1996 nella trasmissione televisiva Roxy Bar, condotta da Red Ronnie.
“Può un ateo usare il nome di Dio senza passare per blasfemo?”, ha chiesto il cantante a Tonini, mentre il cardinale tentava di spiegare al cantautore che “la voce poetica” e “le mani che scrivono canzoni” sono un dono. Un punto di vista non compreso da chi “non ha fede”, ha osservato De Gregori. E mentre Ronnie e l'autore di Rimmel lo incalzavano, Tonini ha affermato: “Posso ringraziare Dio di avere fatto uno come te”, frase alla quale ha fatto seguito un abbraccio tra i due.
Qualche anno dopo, ricordando quell'incontro, De Gregori dedicò in un concerto L'agnello di Dio al cardinal Tonini: “Mi disse che l'aveva trovata carina e a lui voglio dedicarla. Non credo sia presente in teatro ma se lo incontrate, fateglielo sapere”.

## Tracce
1. Compagni di viaggio – 5:38 (Francesco De Gregori)
2. Rosa rosae – 3:26 (Francesco De Gregori)
3. Tutti hanno un cuore – 6:00 (Francesco De Gregori)
4. Un guanto – 6:20 (Francesco De Gregori)
5. Jazz – 5:10 (Francesco De Gregori)
6. L'Agnello di Dio – 4:04 (Francesco De Gregori)
7. Stelutis alpinis – 4:24 (Testo originale in friulano e musica di Arturo Zardini, traduzione in italiano di Francesco De Gregori)
8. Baci da Pompei – 4:28 (Francesco De Gregori)
9. Prendi questa mano, zingara – 4:24 (Francesco De Gregori)
10. Fine di un killer – 6:01 (Francesco De Gregori)
11. Battere e levare – 5:52 (Francesco De Gregori) – Contiene la ghost track strumentale Jazz

## Musicisti
- Francesco De Gregori: voce, chitarra acustica, banjo (in Fine di un killer), armonica a bocca (in Prendere e lasciare (ghost track))
- Steve Smith: batteria
- Benny Rietveld: basso
- David Sancious: tastiera
- Corrado Rustici: chitarra elettrica, dobro, tastiera, tamburello (in Battere e levare)
- Bruce Kaphan: pedal steel guitar (in Un guanto, Stelutis alpinis), dobro (in Baci da Pomepi)
- Ambrogio Sparagna: organetto (in Fine di un killer)

## Classifiche
| Classifica (1996) | Posizione massima |
| ----------------- | ----------------- |
| Italia            | 1                 |